# Église Saint-Martin de Cérilly
Pour l’article homonyme, voir Église Saint-Martin de Cérilly (Côte-d'Or).
L'église Saint-Martin est une église catholique située à Cérilly, en France.

## Localisation
L'église est située dans le département français de l'Allier, sur la commune de Cérilly.

## Historique
Les parties les plus anciennes, le chœur, le transept et la croisée, remontent au roman primitif.
La nef, plus récente, a été construite au cours du XIIe siècle. Ce n'est qu'au XVe siècle que les chapelles latérales ont été rajoutées.
Visible d'assez loin, le clocher est certainement l'un des plus beaux de la région. Il est de style gothique terminé par une flèche du XVIIe.
A remarquer à l'intérieur une mise au tombeau de 1699.
L'édifice est classé au titre des monuments historiques en 1913 et inscrit en 1933.

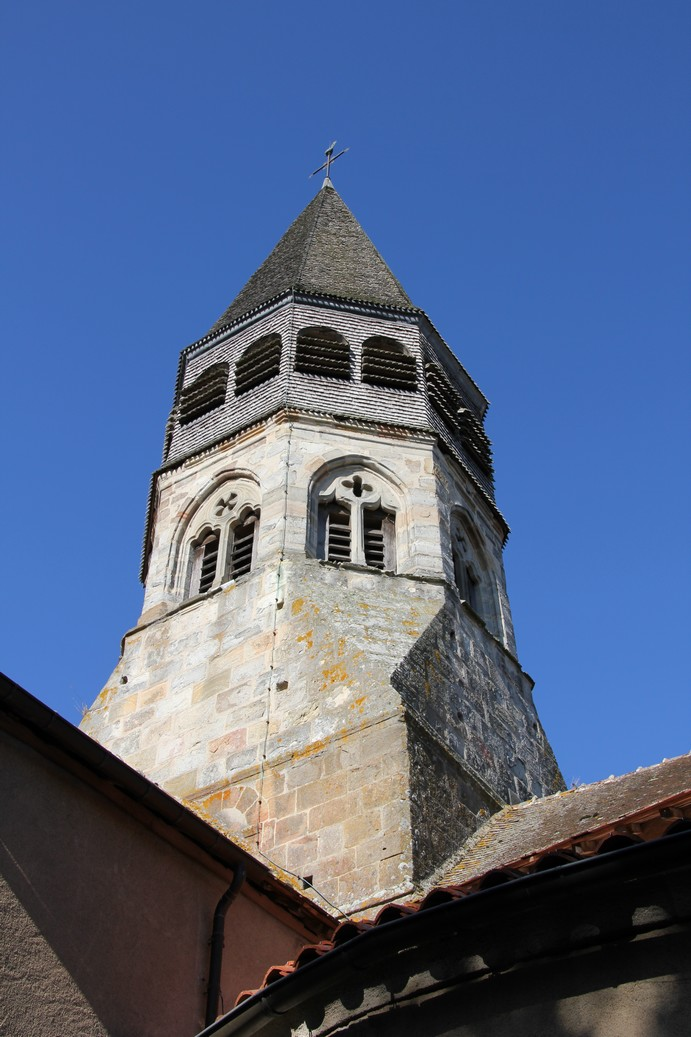
Le clocher.
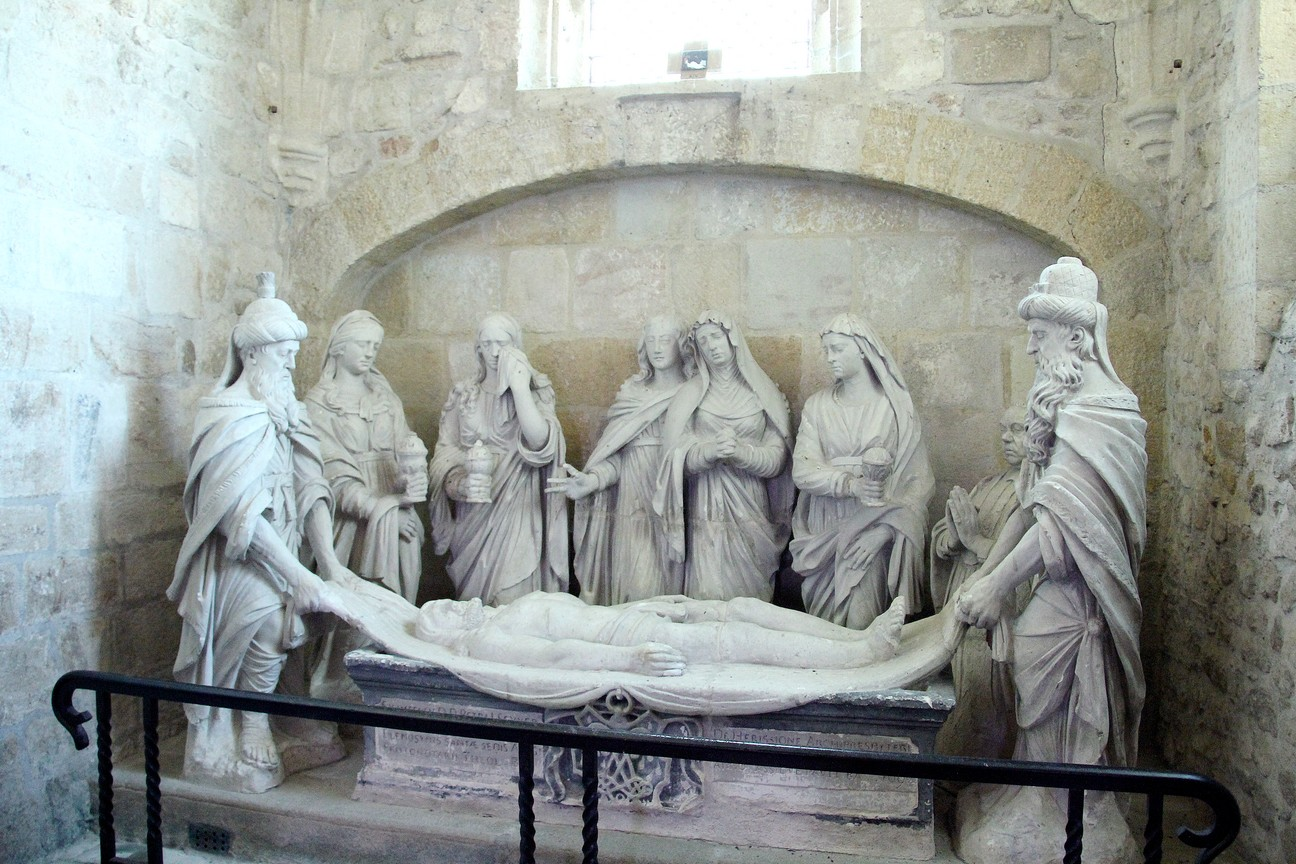
Mise au tombeau (1699).
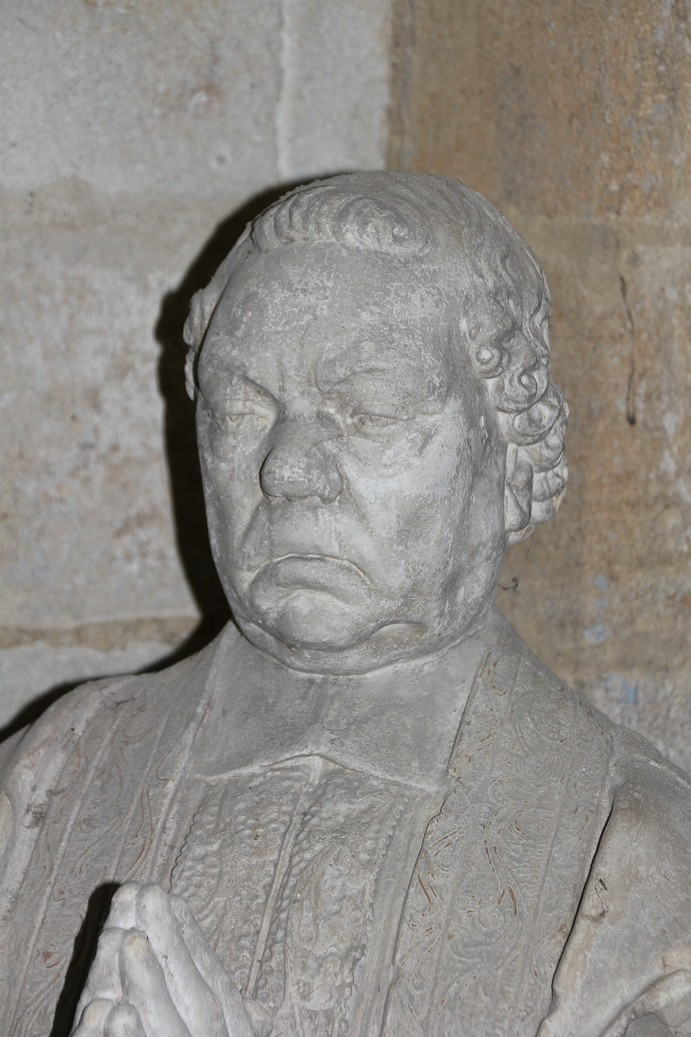
Détail de la mise au tombeau : le donateur Pierre Lécuyer.
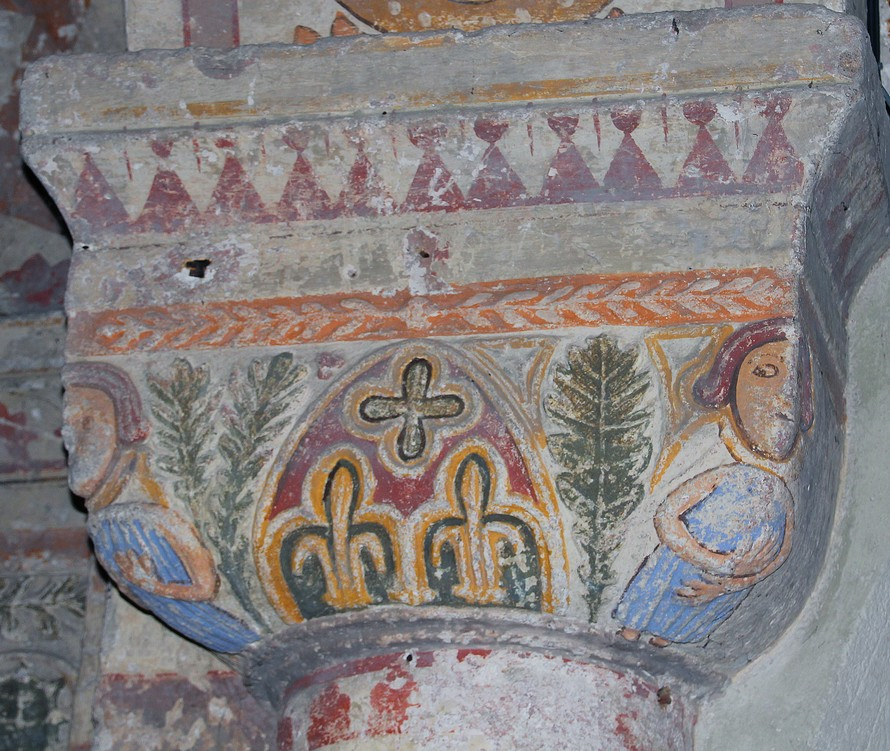
Chapiteau polychrome.